# 晶英酒店
晶英酒店(SILKS PLACE)為晶華國際酒店集團於2008年2月成立的全新品牌，目前有五個據點太魯閣晶英酒店、蘭城晶英酒店、台南晶英酒店、礁溪晶泉丰旅、北投晶泉丰旅。

## 據點

### 太魯閣晶英酒店
太魯閣晶英酒店（Silks Place Taroko）前身為天祥招待所。1958年，行政院政務委員蔣經國召開籌建天祥風景區座談會，委請台灣中國旅行社於太魯閣天祥山麓興建天祥招待所以推行觀光事業。1961年，天祥招待所落成營運，並委由勵志社管理。1991年，晶華國際酒店集團將天祥招待所原址改建為國際級觀光飯店天祥晶華度假酒店（Grand Formosa Taroko）。2009年10月22日，天祥晶華度假酒店改裝改名為太魯閣晶英酒店，共有160間客房。因花蓮0403地震之故，暫停營業。經整修後，酒店於2025年1月16日重新對外營運。

### 台南晶英酒店
台南晶英酒店（Silks Place Tainan），為晶華國際酒店集團與國泰集團租地自營，和新光三越台南新天地、和逸飯店台南西門館相鄰，共有255間客房，於2014年4月底開始試營運，於2014年9月15日正式開幕。

### 蘭城晶英酒店
蘭城晶英酒店（Silks Place Yilan），位於宜蘭縣宜蘭市蘭城新月廣場6至11樓，為晶華國際酒店集團品牌授權榮江股份有限公司經營，共有193間套房於2009年10月2日正式開幕。

### 礁溪晶泉旅
礁溪晶泉丰旅（Wellspring Resort by Silks），位於宜蘭縣礁溪鄉，為晶華國際酒店集團在蘭陽地區第三間品牌酒店，也為晶英酒店品牌旗下第二間溫泉飯店，共有122間套房。

### 北投晶泉旅
北投晶泉丰旅（Wellspring Resort by Silks），位於台北市北投區，為為晶英酒店品牌旗下第三間溫泉飯店，於2020年11月宣布開發，預計2024年8月開幕。預計設有126間客房及2間餐廳。

## 合作經營

### 晶英國際行館
晶英國際行館 Silks Club，為晶華麗晶酒店集團和御盟集團合作經營的飯店，全館共有147間客房，位於亞洲新灣區和三多商圈，附近有大遠百、太平洋崇光百貨及新光三越百貨，景點有高雄市立圖書館總館、高雄展覽館和85大樓，於2017年7月15日試營運，同年11月5日正式開幕，然而晶華集團與御盟集團已於2025年7月31日完成為期八年的品牌授權合作。

## 外部連結
- 太魯閣晶英酒店
- 太魯閣晶英酒店 臺灣旅宿網 （页面存档备份，存于）
  - Silks Place Taroko 太魯閣晶英酒店的Facebook專頁
  - 太魯閣晶英酒店的Instagram帳戶
  - 太魯閣晶英酒店的新浪微博
- 台南晶英酒店 （页面存档备份，存于）
- 台南晶英酒店 臺灣旅宿網 （页面存档备份，存于）
  - Silks Place Tainan 台南晶英酒店的Facebook專頁
  - 台南晶英酒店的Instagram帳戶
  - 台南晶英酒店的新浪微博
- 蘭城晶英酒店 （页面存档备份，存于）
- 蘭城晶英酒店 臺灣旅宿網 （页面存档备份，存于）
  - 蘭城晶英酒店 Silks Place Yilan的Facebook專頁
  - YouTube上的蘭城晶英酒店頻道
- 晶英國際行館 （页面存档备份，存于）
- 晶英國際行館 臺灣旅宿網 （页面存档备份，存于）
  - 晶英國際行館 Silks Club的Facebook專頁
- 晶泉旅 臺灣旅宿網 （页面存档备份，存于）